# Gerpir
Le Gerpir est un cap d'Islande situé dans le comté de Suður-Múlasýsla (Austurland), à l'extrémité orientale de l'île 
principale, à 12 kilomètres au sud-est de  Neskaupstaður. La pointe marque la délimitation entre les eaux de la mer de Norvège, au nord,  et celles de l'océan Atlantique, au sud.
On y trouve des falaises de plus de 600 m.